# Tidelands
Tidelands és una sèrie de televisió per internet australiana creada l'any 2018. La sèrie de vuit episodis, d'entre 36 i 47 minuts cadascun, fou creada i escrita per Stephen M. Irwin i Leigh McGrath, i produïda per Hoodlum Entertainment. El guió anà a càrrec de Toa Fraser, Emma Freeman, Catriona McKenzie i Daniel Nettheim. Fou publicada per primera vegada el 14 de desembre de 2018 a Netflix.

## Resum
La sèrie segueix la història d'una antiga delinqüent que torna a casa, en un petit poble de pesca a la badia Orphelin. Quan el cadàver d'un pescador local apareix a la costa, haurà de descobrir els secrets que amaga el poble així com investigar els seus estranys habitants, que són un perillós grup de mig-humans mig-sirenes anomenats "tidelanders".

## Repartiment

### Principal
- Charlotte Best com a Calliope "Cal" McTeer
- Elsa Pataky com a Adrielle Cuthbert
- Aaron Jakubenko com a Augie McTeer
- Marco Pigossi com a Dylan Seager
- Richard Davies com a Colton Raxter
- Dalip Sondhi com a Lamar Cloutier
- Mattias Inwood com a Corey Welch
- Jacek Koman com a Gregori Stolin

### Secundari
- Alex Dimitriades com a sargent Paul Murdoch
- Peter O'Brien com a Bill Sentelle
- Madeleine Madden com a Violca Roux
- Jet Tranter com a Leandra
- Caroline Brazier com a Rosa
- Hunter Page-Lochard com a Jared
- Annabelle Stephenson com a Laura Maney
- Cate Feldmann com a Genoveva
- Finn Little com a Gilles
- Chloe De Los Santos com a Bijou

## Episodis

### Temporada 1 (2018)
| Núm. | Títol                  | Direcció   | Guió             | Data d'estrena original |
| ---- | ---------------------- | ---------- | ---------------- | ----------------------- |
| 1    | «Home»                 | Toa Fraser | Stephen M. Irwin | 14 de desembre de 2018  |
| 2    | «Orphans of L'Attente» | Toa Fraser | Stephen M. Irwin | 14 de desembre de 2018  |
| 3    | «Not One of You»       | Toa Fraser | Stephen M. Irwin | 14 de desembre de 2018  |
| 4    | «Don't Trust Humans»   | Toa Fraser | Stephen M. Irwin | 14 de desembre de 2018  |
| 5    | «The Calling»          | Toa Fraser | Stephen M. Irwin | 14 de desembre de 2018  |
| 6    | «Loyalty»              | Toa Fraser | Stephen M. Irwin | 14 de desembre de 2018  |
| 7    | «The Prophecy»         | Toa Fraser | Stephen M. Irwin | 14 de desembre de 2018  |
| 8    | «The Queen's Knife»    | Toa Fraser | Stephen M. Irwin | 14 de desembre de 2018  |